# Mogești, Vâlcea
Mogești este satul de reședință al comunei Slătioara din județul Vâlcea, Oltenia, România.
Satul Mogești este situat chiar pe Paralela 45, fiind strabatut de la nord la sud de râul Cerna, care izvorăște din Munții Căpățânii (un masiv muntos ce  se învecinează la vest cu Munții Parâng), iar de la est la vest de DN 67, Râmnicu Vâlcea - Tg. Jiu.

## Componență
Este compus din trei cătune: Mogești Centru și Mogești Oarba situate la vest de râul Cerna și cătunul Viorești situat la est de Cerna.  
Cătunul Mogești Centru este situat de o parte și de altă a DN 67 și concentrează aproape întreaga activitate administrativă, cultural-educațională și comercială a comunei Slătioara: Primăria, Casa de Cultură "Dinu Săraru", Biblioteca Comunală "Damian Ureche", sediul Poliției Locale, sediul Fundației "Niște Țărani", Școală Gimnazială, noul Dispensar Uman, Dispensarul Veterinar, mai multe magazine, între care un supermarket și două farmacii, Stație de Carburanți, două exploatări balastiere și o crescătorie de pui.
Cătunul Mogești Oarba este situat pe un arc de cerc ce pornește din DN 67 (punctul "Table") în direcția sud, și urmează creasta unei deosebit de pitorești culmi presărată cu păduri și livezi de pomi fructiferi. Mai întâi, te întâmpină încântătoare păduri de mesteacăn, care, pe lângă farmecul specific acestor copaci de stepa, oferă condiții optime pentru cuibăritul fazanilor. Apoi, în dreapta, peste pârâul Valea Oarbei, apare bătrâna pădure a Cărpinișului, înțesată, îndeosebi, cu carpeni, fagi și stejari și mustind de izvoare limpezi care adapă, la ceas de seară gingașele căprioare ce-și au sălașul aici. Pe vremuri, Pădurea Cărpinișului oferea, periodic, localnicilor și animalelor lor refugiu din calea năvălitorilor de orice fel, răufăcătorii căutând aici agoniseala de peste an a harnicilor săteni. Urmează, peste același pârâu, o minunată panoramă oferită de colina Oarbei, peste pădurile ei (altădată, de nepătruns, aspect sugerat chiar în denumirea ce i-a primită cu veacuri în urmă) cu o largă vedere panoramică spre munții Parâng și Căpățânii, dar și spre Măgura Slătiorului (789m), Râpile Măgurii și Vârful Măgurice. După ce a cutreierat, în periplul său prin țară, colinele și pădurile Oarbei, și fascinat de frumusețile întâlnite aici, marele scriitor Alexandru Vlahuță avea să noteze pentru eternitate, în opera sa de căpătâi, România Pitorească: „De la Buila la Parâng, privind din Dealul Oarbei, ai o panoramă unică. Sub privirea ta se arcuiesc culmile munților Căpățânii, dealurile subcarpatice tăiate de ape limpezi și reci, Podișul Getic, toate alcătuind Oltenia de Nord și întregind România Pitorească”. Drumul în arc de cerc prin Mogești Oarba, început la „Table” reintră în DN 67 chiar în centrul comunei, la Primărie.
Cătunul Viorești este situat la est de râul Cerna, de o parte și de alta a DJ 676, pe direcția sud. 
În satul Mogești se află și două dintre cele mai vechi și mai interesante biserici din comună și chiar din zonă: Biserica Viorești (1781), situată în cătunul cu același nume, cunoscută și sub numele de "Biserica Potecașilor" și Biserica Mogești (1820), situată în cătunul Mogești Oarba, care sunt dovadă și, totodată, simboluri ale perenității istorice și culturale a vieții de aici. Prin vechimea și semnificația lor social-culturală, de-a lungul timpului, bisericile din satul Mogești se înscriu în linia urmată de mai toate așezămintele de cult din nordul Olteniei, mai exact, din zona sub-montană a acestei regiuni istorice, marcată în special de mănăstirile Tismana (1375-1378), Polovragi (1505), Hurezi/Horezu (1690-1693), Arnota (1633-1634), Bistrița (1492-1494), Govora (datând din secolul XIV, rezidită în 1496), Mănăstirea Dintr-un Lemn (1630), Mănăstirea Frăsinei (1710) Cozia (1387-1388). Iată, un interesant traseu turistic, de la vest, la est, de o parte și de alta a DN 67, pe care satul Mogești îl completează cu frumusețile sale.
Despre Biserica Viorești, cunoscută și sub numele de "Biserica Potecașilor", se știe ca aceasta a fost construită în principal prin aportul (material și manoperă) al obștei neatârnate de aici sub conducerea vătafilor de plai Ioan Popescu (mai cunoscut, aici, sub numele de Ioan Urșanu) și Ioan Viorel (din familia Vioreștilor, de la care vine și numele cătunului). Populația locală era formată,în principal, din familii ale "potecașilor" și urmași ai acestora. Potecașii erau persoane însărcinate de către conducerea "plaiului" (unitate administrativă din acea vreme) cu supravegherea unor puncte de trecere a graniței. După Pacea de la Passarowitz (21 iulie 1718), care a marcat trecerea Olteniei și Banatului de la Imperiul Otoman la Imperiul Habsburgic, pe aici (mai exact, prin punctul denumit "Între Râpi") trecea granița otomano-hadburgică. Locul denumit "Între Râpi" este un mic, dar pitoresc defileu al Cernei vâlcene, ce izvorăște din Muntii Căpățânii, marcat de "Piramidele Măgurii" și de apele sărate ale izvorului ce formează "Moarea de Sare", de unde și azi gospodinele din zonă își iau sarea pentru murăturile de toamnă și nu numai. Iar, acest colț pitoresc este păzit și protejat de Dumnezeu chiar prin "Biserica Potecașilor" pentru care se pare ca a ales, aici, pe malul Cernei și la umbra Măgurii, cel mai potrivit scaun. Din vestitele "Frize ale Potecașilor" strașnicii localnici ilustrați de acestea par că scrutează și azi zările, în căutarea liniștii pentru frumosul crai pe care îl slujesc de sute de ani. În vremuri tulburi pentru neamul lor, călărind timpul cu dibăcie, pe poteci doar de ei știute, sub căciulile lor înalte pe care, așa cum scrie Dinu Săraru, "nu și le ridicau nici în fața domnitorului",  acești vajnici și neatârnați olteni de munte aveau să-și lase efigia în frizele de la Viorești ținandu-și, mândri, de greabăn, caii lor învățați, mici dar iuți și agili,...cu care ne-au trecut prin istorie. 
 Acest articol despre o localitate din județul Vâlcea este deocamdată un ciot. Puteți ajuta Wikipedia prin completarea lui.